# Route der Industriekultur – Kanäle und Schifffahrt
Kanäle und Schifffahrt ist der Name der Themenroute 14 der Route der Industriekultur.
Die Themenroute umfasst Zeugnisse der wassergebundenen Transportgeschichte der Ruhrgebiets, die sowohl einzeln als auch in Abstechern mit verschiedenen Verkehrsmitteln (Auto, ÖPNV, Fahrrad) besucht werden können. Sie führt zu Kanälen, Häfen, Schleusen und Schiffshebewerken, sowie zu thematisch verbundenen Museen. Veränderungen des Betreibers Regionalverband Ruhr an der Route sind kursiv gekennzeichnet. 

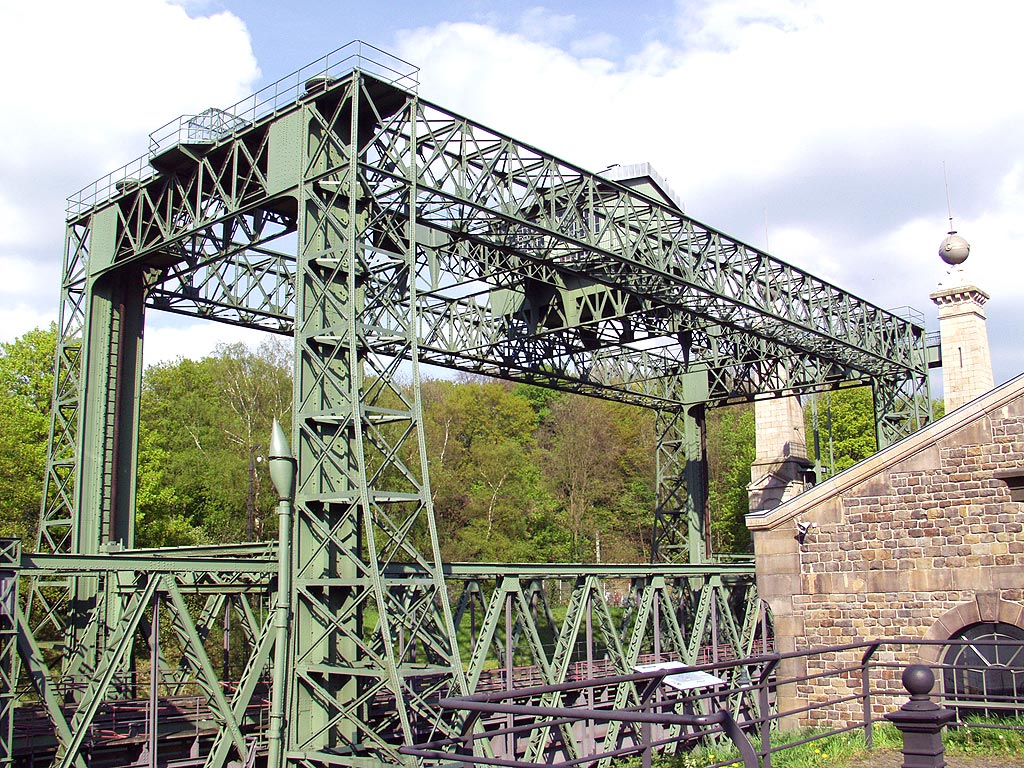
Altes Schiffshebewerk Henrichenburg

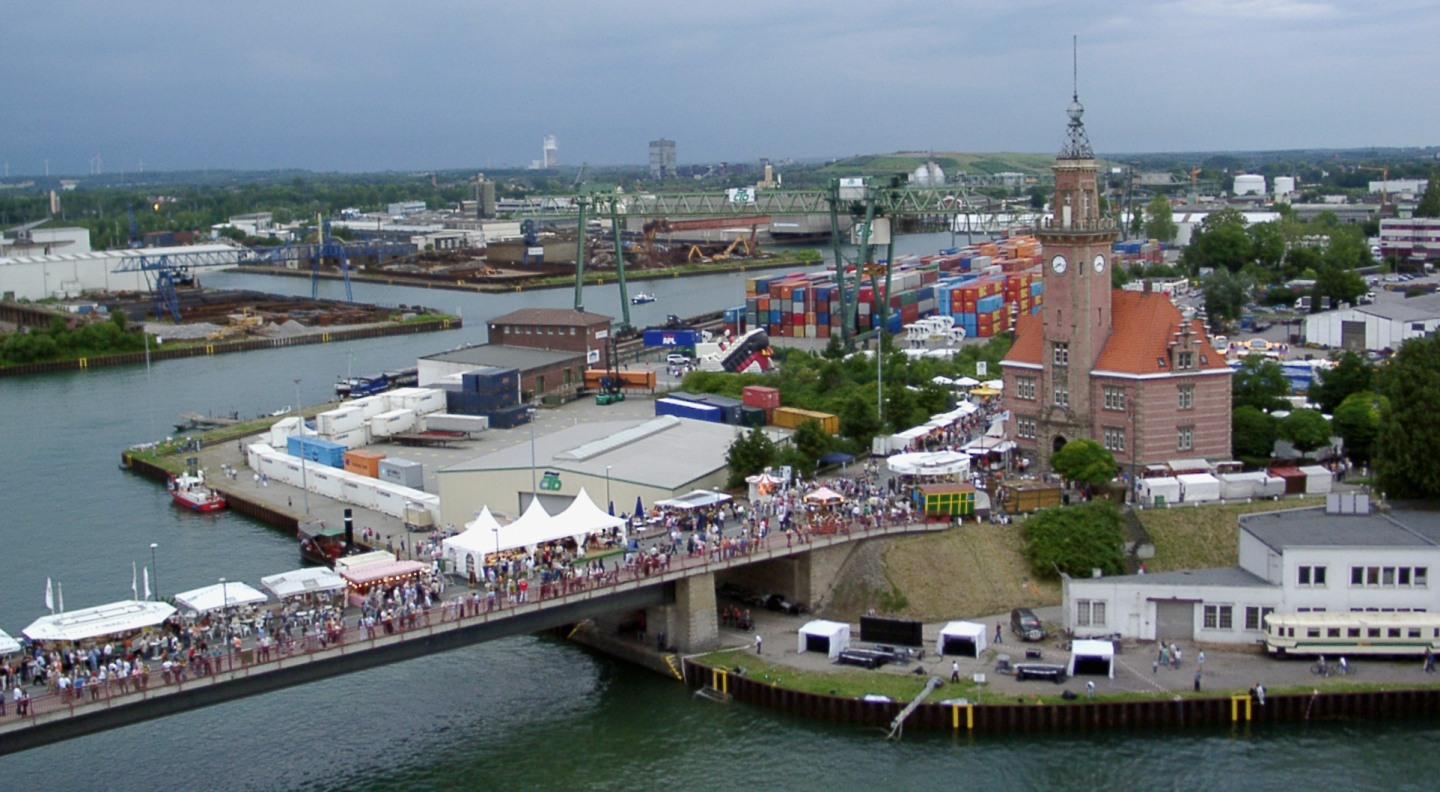
Dortmunder Hafen mit Hafenamt

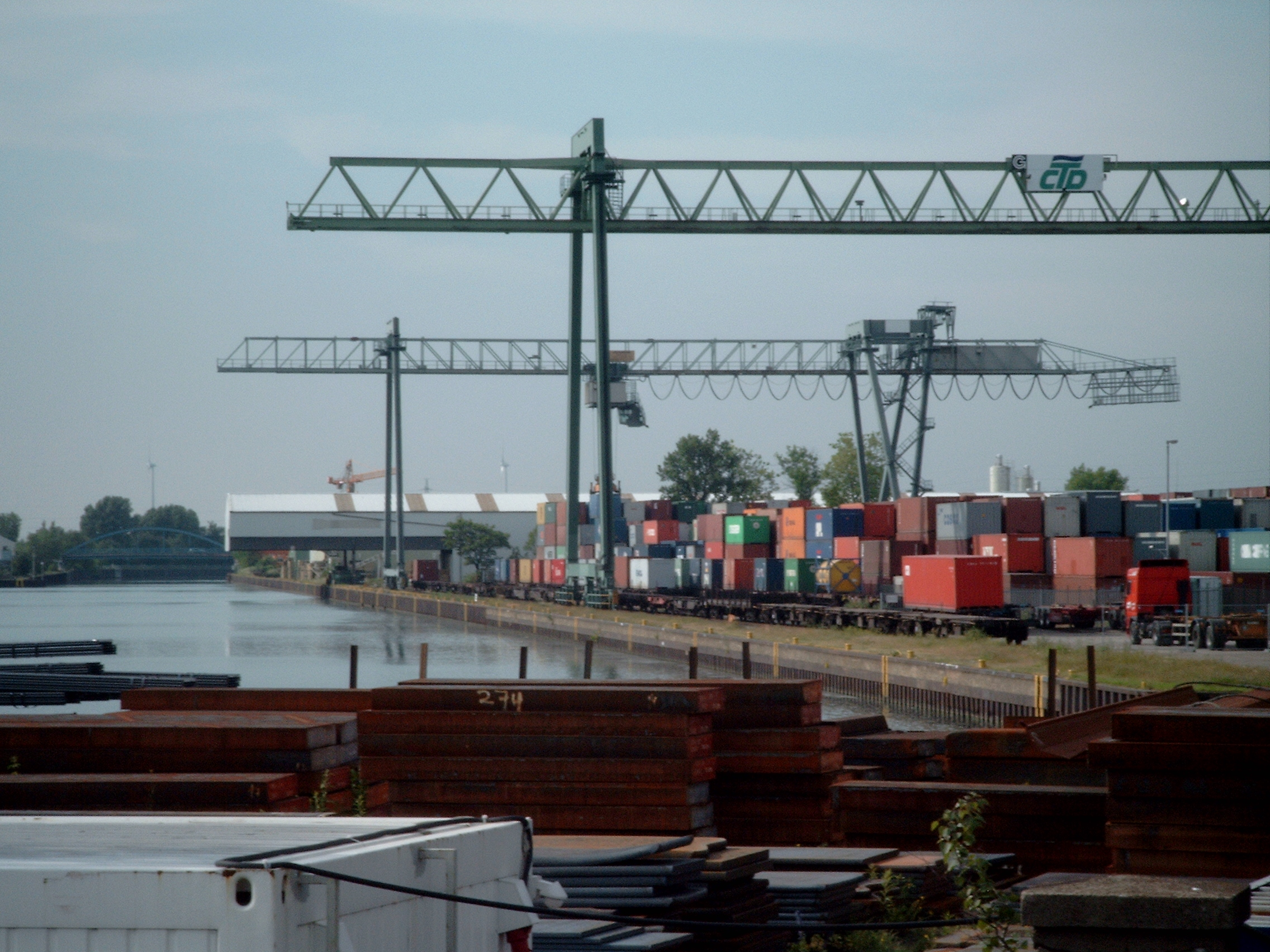
Containerhafen Dortmund

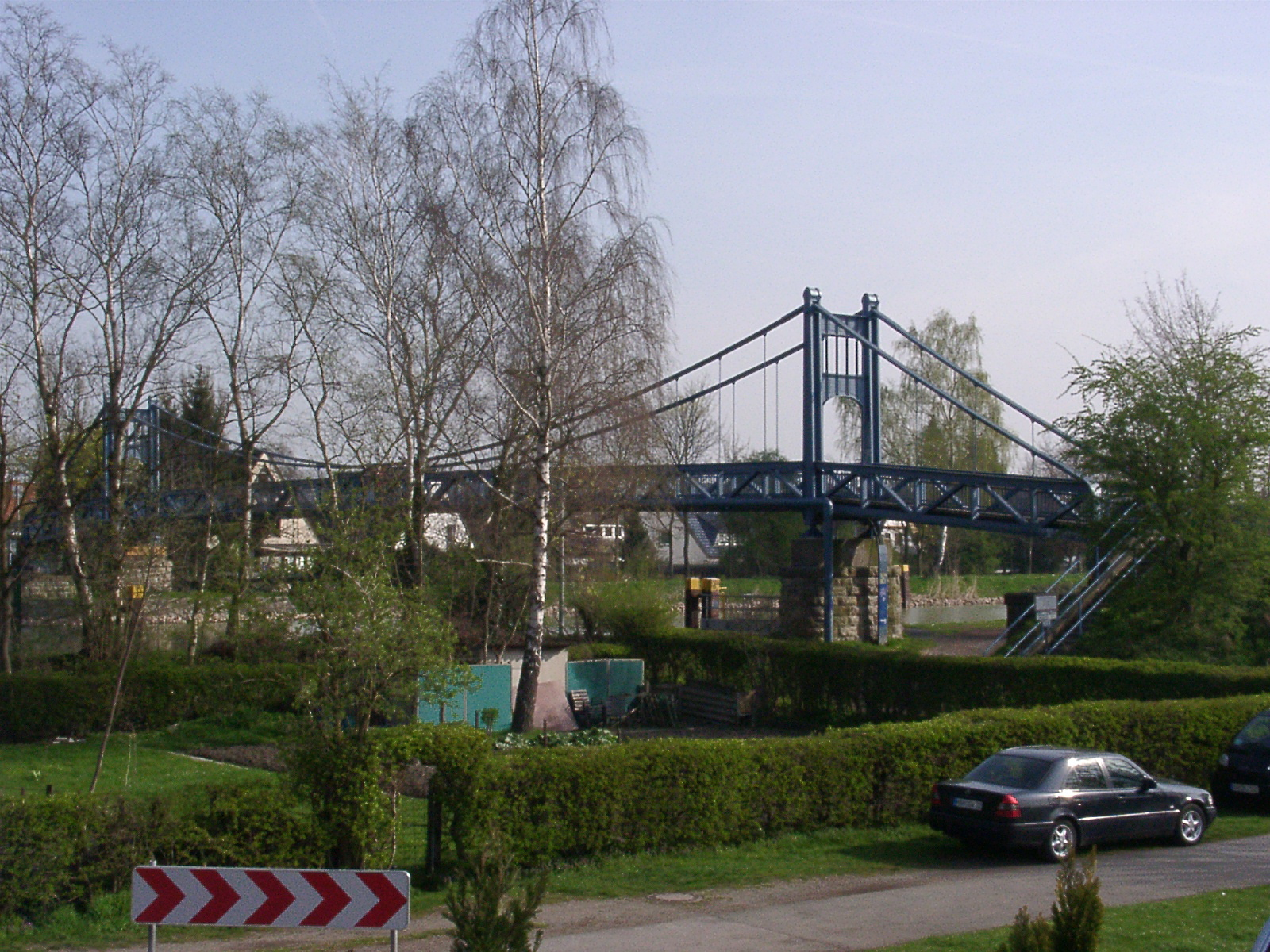
Der Schulweg-Steg in Hamm-Werries

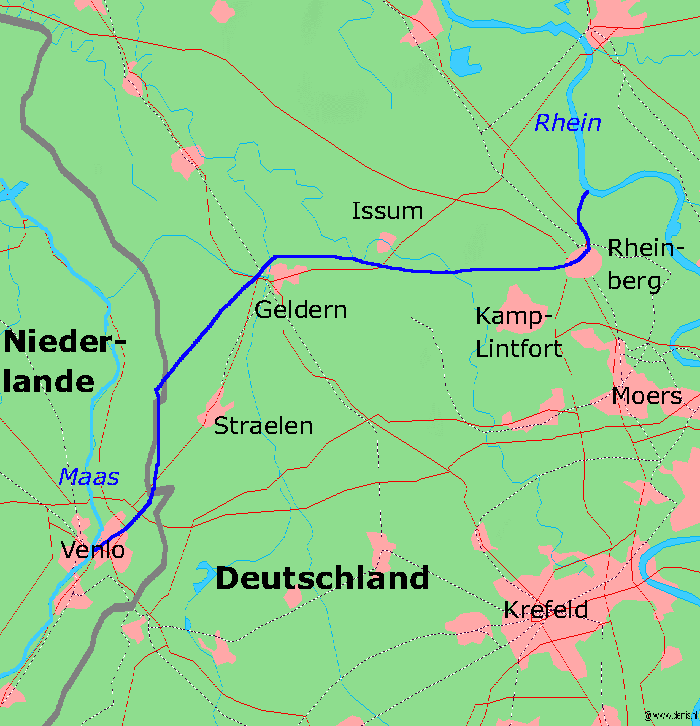
Der Verlauf der Fossa Eugeniana am linken Niederrhein

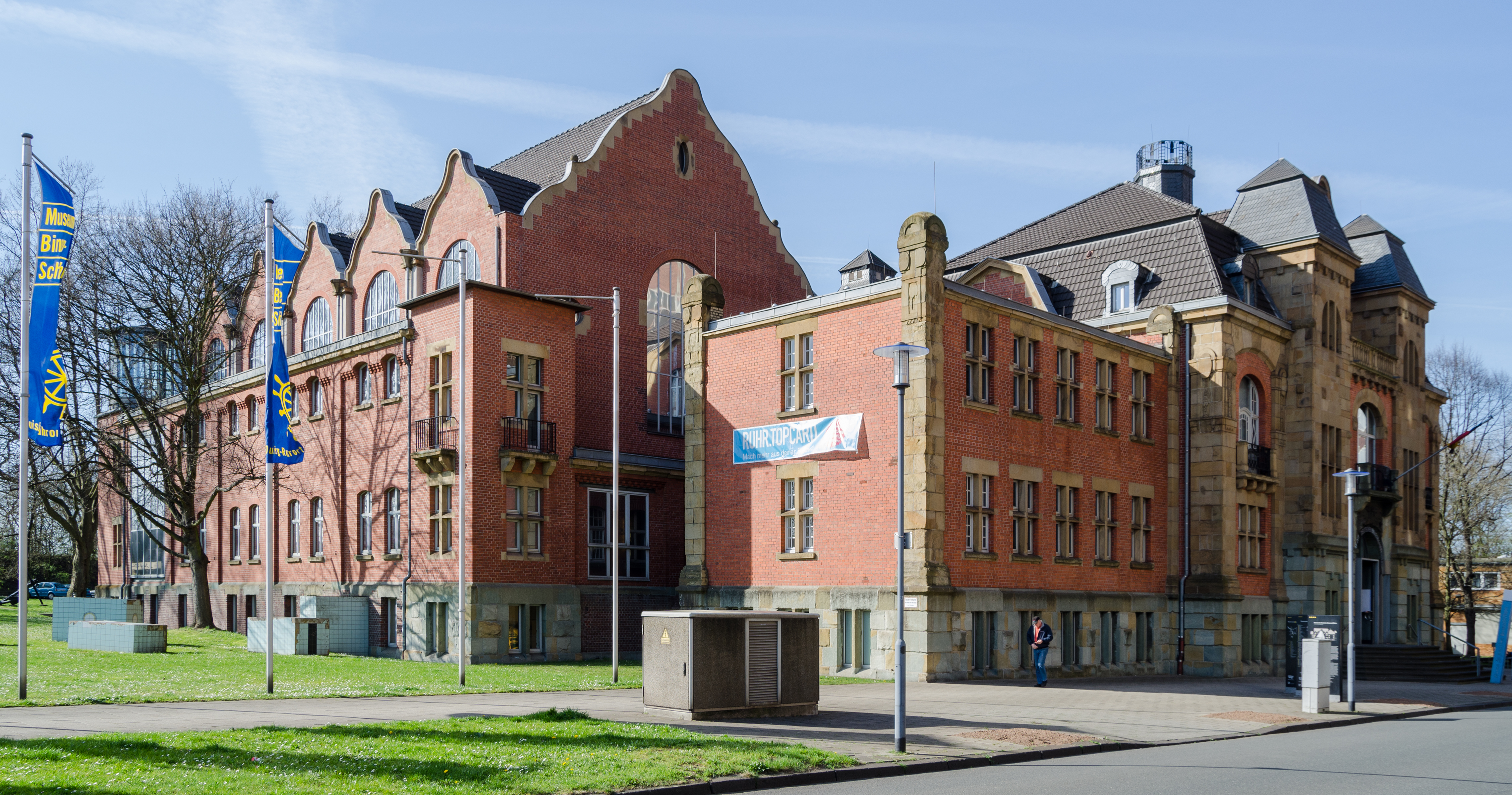
Museum der Deutschen Binnenschifffahrt in Duisburg-Ruhrort

## Tour
- Schiffshebewerk Henrichenburg
- Schleusenpark Waltrop
- Hafen Dortmund
- Stadthafen Lünen
- Preußenhafen
- Marina Rünthe
- Stadthafen Hamm
- Schleuse Hamm
- Wasserübergabe Hamm
- Schleuse Werries
- Schulweg-Steg
- Lippeschleuse Heessen (neu ab 2011)
- Kanalbrücke Alte Fahrt
- „Schiefe Brücke“ und Steverbrücke Olfen
- Kanalkreuz Datteln
- Schleusengruppe Datteln-Natrop
- Fernsteuerzentrale Wasserversorgung Datteln
- Hermann-Grochtmann-Museum
- Ehemalige Lippeschleuse Datteln
- Hafen Victor
- Schleuse Herne-Ost
- Ehemalige Schleuse Herne-West
- Stadthafen Recklinghausen
- Schleuse Wanne-Eickel
- Hafen Wanne-West
- Hafen Grimberg und Erzbahn
- Stadthafen Gelsenkirchen
- Schleuse Gelsenkirchen
- Stadthafen Essen
- Hafen Bottrop
- Schleuse Oberhausen
- Gahlener Kohlenweg
- Ehemaliger Lippehafen Wesel
- Städtischer Rheinhafen Wesel
- Schleusengruppe Friedrichsfeld
- Fossa Eugeniana
- Hafen Orsoy
- Nordhafen Walsum
- Hafen Rheinpreußen
- Museum der Deutschen Binnenschifffahrt
- Steiger Schifferbörse
- Gebäudekomplex Haniel
- Steiger Schwanentor
- Innenhafen Duisburg
- Werkshafen der Hüttenwerke Krupp Mannesmann
- Ruhrschleuse und Ruhrwehr
- Rhein-Ruhr-Hafen Mülheim
- Ruhrschleuse und Wasserbahnhof Mülheim
- Industriemuseum Zeche Nachtigall (auf der ehemaligen Zeche Nachtigall)